# Opistognathus variabilis
Opistognathus variabilis is een straalvinnige vissensoort uit de familie van de kaakvissen (Opistognathidae). De wetenschappelijke naam van de soort is voor het eerst geldig gepubliceerd in 2009 door Smith-Vaniz.